# Interwetten
Interwetten es una empresa fundada en 1990 que se dedica al entretenimiento en línea y ofrece a sus clientes Apuestas deportivas, Apuestas en directo, Casino, Casino en directo, y juegos en línea. 
En 1997 Interwetten fue la primera empresa del mundo en ofrecer apuestas deportivas a través de internet. Por ello, Interwetten es considerada una de las empresas pioneras en el sector del entretenimiento en línea. Su sede actual se encuentra en Malta.
La plataforma de entretenimiento en línea www.interwetten.com está disponible en diez idiomas diferentes. Interwetten actualmente cuenta con clientes en más de 200 países. Interwetten tiene un alto reconocimiento como corredor de apuestas deportivas a nivel internacional, sobre todo en los países de habla alemana y en el sur de Europa. Durante el año 2012 se contabilizaron apuestas sobre más de 100.000 eventos deportivos distintos en más de 70 países.
Interwetten es además miembro fundador de la organización sin ánimo de lucro “European Gaming & Betting Association” (EGBA), así como también de la “European Sports Security Association” (ESSA) fundada en 2005.

## Licencias
Las apuestas deportivas, juegos y los juegos de casino en otros países europeos están en www.interwetten.com y se ofrecen bajo las licencias de Interwetten Gaming Ltd. en Malta.
El 1 de junio de 2012, Interwetten España Plc. recibió la licencia oficial por parte de la Autoridad Española Reguladora (DGOJ), y desde entonces, está presente de manera en línea, ofreciendo Apuestas Deportivas y Juegos de Casino en www.interwetten.es.
Desde diciembre del año 2012, Interwetten Gaming Ltd. es titular de una autorización para apuestas deportivas en Schleswig-Holstein (Alemania). La autorización respecto los juegos de casino fue concedida por parte del Ministerio del Interior de Schleswig-Holstein en enero de 2013.

## Historia
La empresa Interwetten fue fundada en Viena, Austria, en septiembre del 1990. En el período de 1990 a 1997 únicamente se ofrecieron apuestas deportivas, cuya colocación se realizó vía teléfono. A partir del 1997 el negocio comenzó a dirigirse hacia el ámbito en línea. En julio de 2004 la oferta de la empresa se aumentó al sector del Casino, y desde junio de 2006 Interwetten cuenta con una plataforma de Juegos de habilidad.

## Productos

### Apuestas deportivas
Las apuestas deportivas se ofrecen desde 1990. Su oferta fue expuesta por primera vez en la página web www.interwetten.com en 1997. En los años siguientes, Interwetten ha contabilizado un gran crecimiento de clientes.

### Casino
Desde julio del 2004 es posible jugar en el Casino en línea de Interwetten. Los juegos más conocidos son la Ruleta y el Blackjack, entre otros. Entre las clientas femeninas son populares sobre todo los juegos de casino. No obstante, también cuentan con una gran aceptación por parte de todos los clientes los juegos del Casino en directo.

### Juegos en línea
Los Juegos de destreza forman parte de la cartera de productos de Interwetten desde el año 2006. Estos productos incluyen algunos juegos específicos como, por ejemplo, el Schnapsen, lo que el público alemán no encuentra en el mercado global.

### Plataforma para móviles

#### Apuestas deportivas
Es posible conectarse a Interwetten a través de un dispositivo móvil desde el año 2004. Toda la gama de productos está optimizada tanto para móviles Android, iPhone y iPad, así como para los dispositivos que utilizan Windows Phone. Navegando en m.interwetten.es los usuarios pueden apostar de forma fácil y rápida gracias al sistema Quickbet.
También tienen cabida dentro de la oferta para dispositivos móviles las apuestas combinadas y las de sistema. Con el uso de los enlaces rápidos como, por ejemplo, el enlace “Hoy”, se muestra únicamente la oferta de apuestas del mismo día y disponibles hasta las 24 horas siguientes. Al igual que ocurre con la versión en línea, a través de www.interwetten.es existe también la opción de colocar apuestas en directo, apuestas simples o combinadas en los teléfonos inteligentes, tabletas y otros dispositivos. Toda la oferta de apuestas está accesible desde cualquier sitio a través de los dispositivos móviles.

#### Casino y Casino en línea
Interwetten ofrece a sus usuarios el casino en línea a través de una versión especial para tabletas y teléfonos inteligentes. Así se puede disfrutar de más de 30 Juegos de destreza y “Rasca y gana”. El Casino en directo de Interwetten (Ruleta, Blackjack y Casino Hold’em) también es accesible desde las tabletas.

## Patrocinio
Interwetten cuenta con actividades de patrocinio tanto en el fútbol como en los deportes de motor, patrocinando además varios proyectos con fines caritativos.

### Fútbol
Del 2001 al 2004 Interwetten fue patrocinador del club austríaco SC Untersiebenbrunn que militó en la segunda división del país transalpino y que compitió durante este tiempo con el nombre de SC Interwetten.com.
Del 2004 al 2011 Interwetten fue patrocinador principal del RCD Espanyol de Barcelona. Además, Interwetten fue patrocinador principal del club de fútbol Sevilla FC desde 2011 hasta 2013.
Además, Interwetten apoya al VfB Stuttgart de la Bundesliga alemana como Premium Partner desde la temporada 2012/2013.
Los clubes italianos AC Fiorentina, AS Livorno, Hellas Verona, Calcio Catania y FC Parma también figuran en la cartera de patrocinios de la temporada 2013/2014 de Interwetten. 
Interwetten cuenta además con derechos internacionales de publicidad de vallas dinámicas y estáticas en la Europa League, en partidos clasificatorios de selecciones para el Mundial de la FIFA y la Copa de Europa, así como en partidos amistosos de selecciones.

### Deportes de motor
En el 2012 Interwetten fue patrocinador oficial del equipo de Fórmula 1 Lotus F1 Team en el mundial de la categoría reina del mundo del deporte de motor. Kimi Räikkönen y Romain Grosjean fueron los pilotos.
Desde el año 2006 Interwetten patrocina el equipo Interwetten Paddock Team y el piloto de la categoría Moto2 Thomas Lüthi, el que ganó el mundial en la cilindrada de los 125cc. En el 2010, el campeón del mundo de 250cc, Hiroshi Aoyama, fichó por el equipo Interwetten Honda MotoGP y Marcel Schrötter se incorporó al equipo Interwetten 125cc, compitiendo ambos pilotos en el Mundial de motociclismo junto a Thomas Lüthi en las tres categorías.
Interwetten apoya además desde 2013 al joven piloto alemán de Moto3 Philipp Öttl. Desde el Gran Premio de Australia, Interwetten figura como patrocinador principal también en este equipo.
Desde hace más de diez años Interwetten apoya al equipo “Charouz Racing Team”, anteriormente “Interwetten Racing Team”, el cual milita en la World Series by Renault.

### Tenis
Interwetten fue patrocinador principal del torneo ATP 250 Interwetten Austrian Open de Kitzbühel en el 2009.

### Solidario
“Interwetten Solidario” persigue la misión del “apoyo mutuo”, que representa la palabra solidaridad. La empresa quiere “compartir de esta manera su entusiasmo y alegría del deporte en general”. En dicho proyecto de responsabilidad social, se impulsa sobre todo a atletas que no cuentan con una gran atención mediática. No obstante, dichos deportistas se emplean con el mismo esfuerzo y la misma dedicación a su disciplina.
La idea de este proyecto nace en una acción solidaria en el año 2008 fruto de una colaboración con el RCD Espanyol de Barcelona. Se llevó a cabo conjuntamente un proyecto de un calendario en apoyo de niños con síndrome de Down. De ahí procede el nombre “Solidario”, el cual adoptó Interwetten desde entonces para sus actividades solidarias.
Fuera del ámbito del deporte y de la atención mediática se realizan otras actividades con fines benéficos. Interwetten ayuda, por ejemplo, al hospital de niños St. Anna de Viena, a Amnistía internacional o a la organización  caritativa austríaca “Licht ins Dunkel”. También el equipo austríaco de baloncesto en silla de ruedas “Sitting Bulls” se beneficia desde el 2006 del apoyo financiero de Interwetten.

Acciones de Interwetten Solidario
A continuación una lista de otros proyectos dentro del marco de Interwetten Solidario, que fueron apoyados por Interwetten o siguen siéndolo:
- Hospital de niños Santa Anna para niños mariposa (Austria)
- The Eden and Razzet Foundation - Inspire (Malta)
- RCD Espanyol “Solidario” – Calendario solidario a favor de niños con síndrome de Down (España)
- Amnistía Internacional
- Categorías inferiores de la federación austríaca de balonmano
- Médicos sin fronteras
- Licht ins Dunkel (Austria)
- Club de Leones
- Caritas Viena (Austria)
- “Wiener Melange” – Proyecto de integración del club de fútbol Post SV (Austria)